# 顧戴路駅
座標: 北緯31度8分34.8秒 東経121度23分14秒 / 北緯31.143000度 東経121.38722度
顧戴路駅（こたいろえき）は、中華人民共和国上海市閔行区顧戴路合川路に位置する上海地下鉄12号線の駅。

## 駅構造
- 島式ホーム1面2線の地下駅。ホームドア設置。

## 歴史
- 2015年12月19日 - 12号線開業。

## 隣の駅
上海地下鉄
■12号線
虹莘路駅 - 顧戴路駅 - 東蘭路駅